# Boerhavia
Die Boerhavia sind eine Pflanzengattung innerhalb der Familie der Wunderblumengewächse (Nyctaginaceae).

## Beschreibung

### Vegetative Merkmale
Boerhavia-Arten sind einjährige oder ausdauernde krautige Pflanzen. Viele Arten verholzen zumindest an ihrer Basis. Sie bilden lange seilartige oder spindelförmige Pfahlwurzeln aus. Die unverzweigte, zwischen den Arten sehr variable Sprossachse kann kriechend, herabhängend, kletternd oder aufrecht sein. Bei einigen Arten sind die Internodien klebrig.
Bei den gestielten, gegenständig angeordneten Laubblättern sind die Blätter eines Paares verschieden groß. Die Gestalt der Spreite variiert stark über die Arten und kann sehr dünn, oder dick und fleischig sein. Die Form ist symmetrisch oder asymmetrisch.

### Generative Merkmale
Die end- oder seitenständigen Blütenstände sind gestielt oder nicht klar, durch eine fortlaufende diffuse Verzweigung, gestielt. Auch die Gestalt des Blütenstands variiert stark über die einzelnen Arten, er ist häufig breit cymoid oder in der Form eines Thyrsus. Endständige Blütenstände können zymoid, rispig, ährig, schirmrispig oder kopfig sein. Ein bis drei schlanke, lanzettförmige und durchscheinende Tragblätter stehen unter jeder Blüte.
Die Blüten sind zwittrig. Es ist nur ein Kreis verwachsener Blütenhüllblätter vorhanden. Die radiärsymmetrische oder leicht zygomorphe Blütenhülle ist glockenförmig oder breit röhrenförmig, und oberhalb des Fruchtknotens eingeschnürt. Die Blütenröhre erweitert sich abrupt in vier oder fünf Lappen. Jede Blüte enthält zwei bis acht Staubblätter, die aus der Blüte herausragen können. Bei einigen Arten ist der Griffel länger als die Staubblätter, überragt sie also. Die kopfige Narbe ist schildförmig gewölbt.
Die Früchte sind wie bei den Wunderblumengewächsen typisch Anthokarp (Scheinfrucht), das heißt Früchte, bei denen die Blütenhülle den Fruchtknoten eng umschließt und damit zu einem Teil desselben wird. Sie sind eiförmig bis ellipsoid und oft sehr variabel. Häufig sind sie drei- oder fünfrippig oder -flügelig.

## Standorte
Boerhavia-Arten sind in den ganzen Tropen und Subtropen sowie in den warmen Gebieten der gemäßigten Zonen heimisch.
Boerhavia-Arten gedeihen oft auf sandigen Böden.

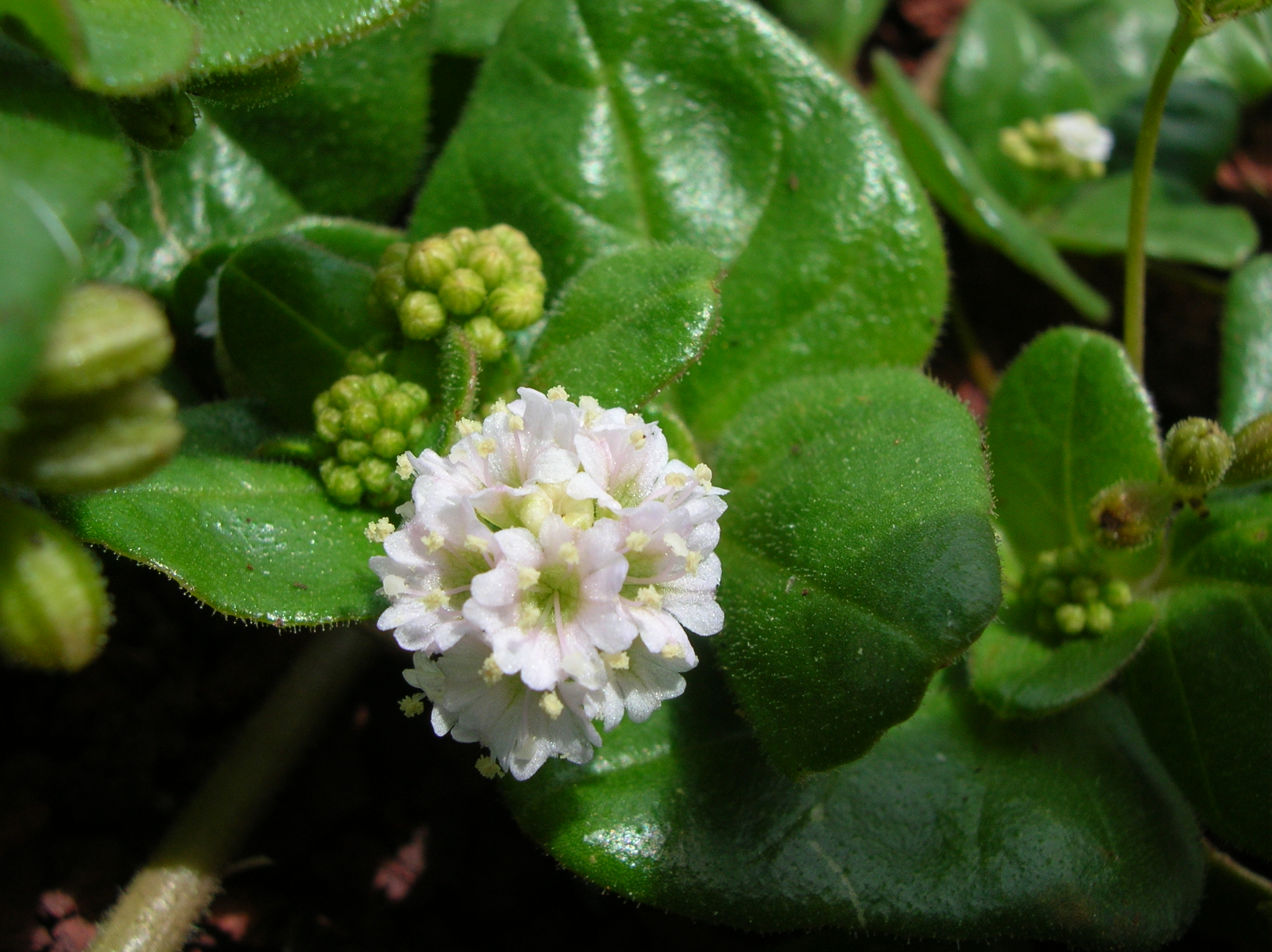
Boerhavia repens

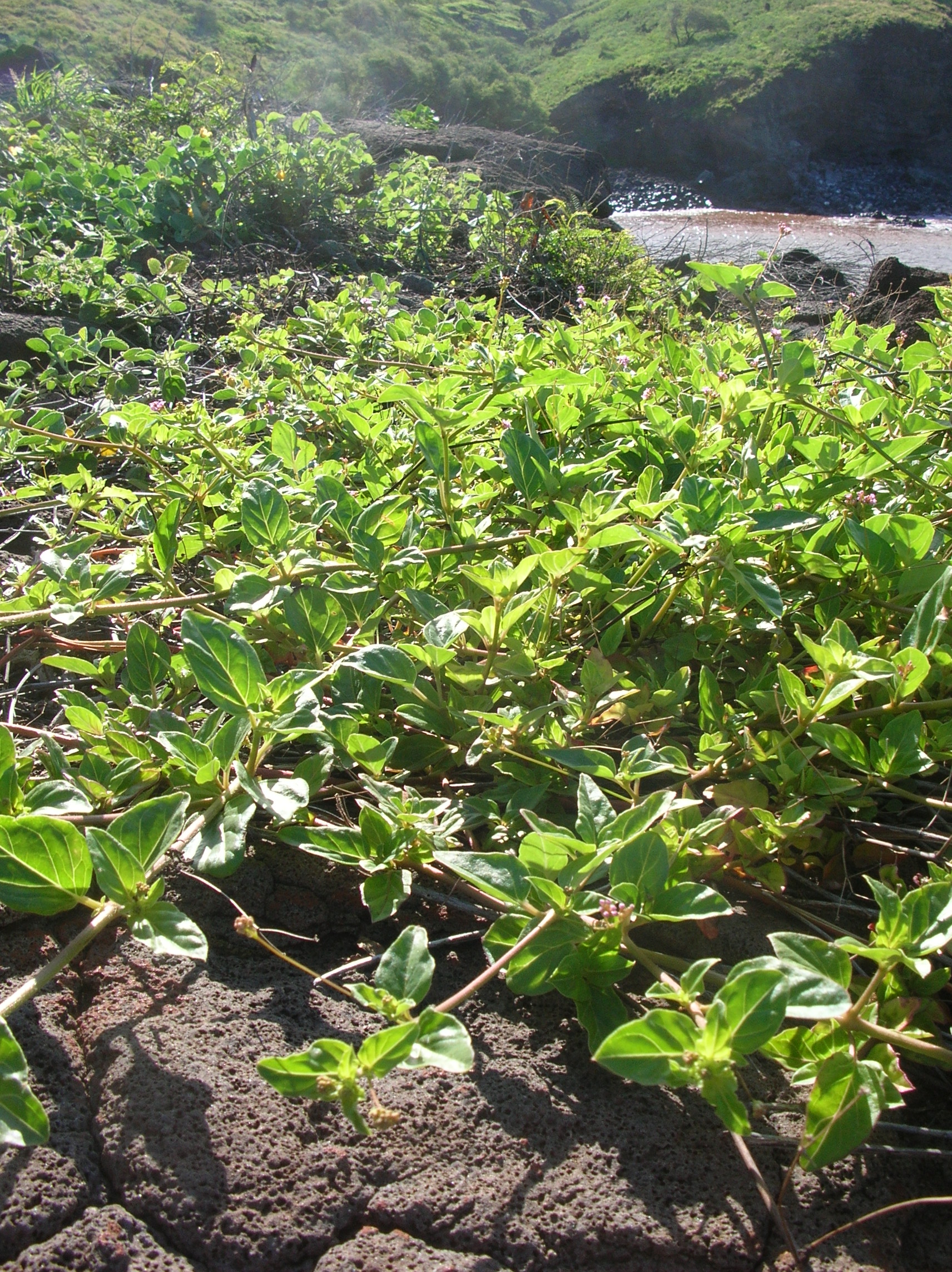
Boerhavia acutifolia

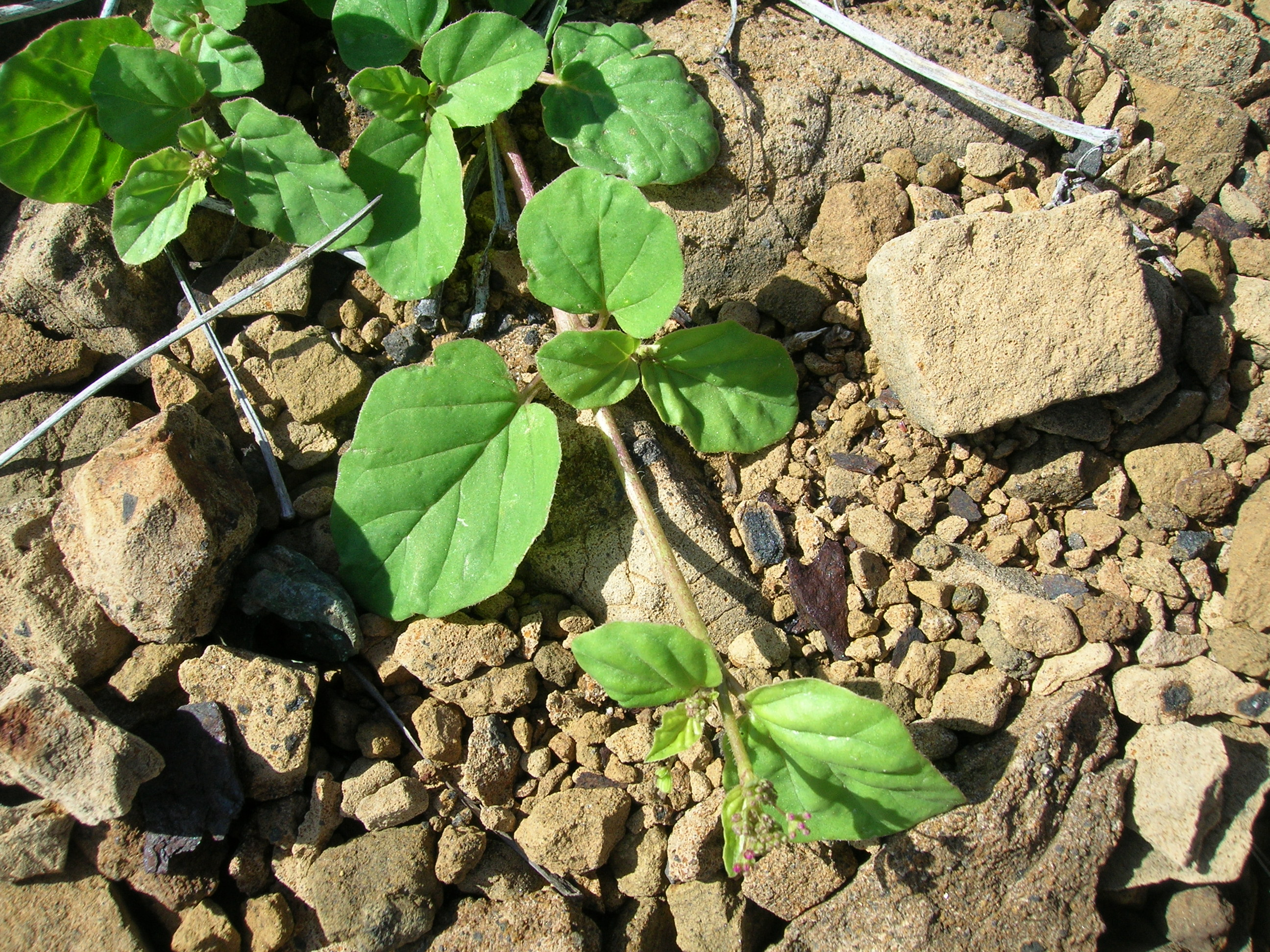
Habitus und Laubblätter Boerhavia coccinea

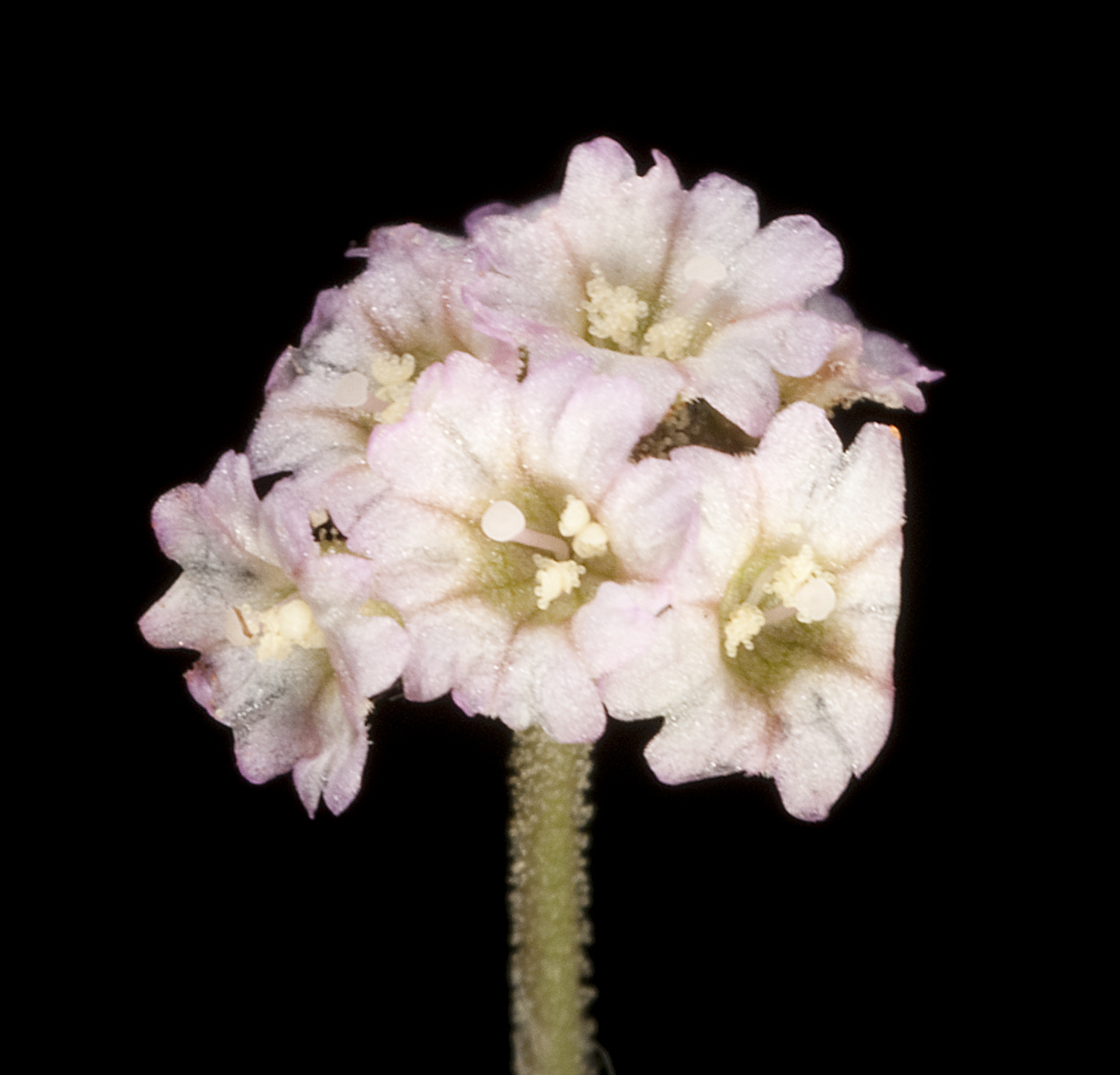
Blütenstand von Boerhavia coccinea

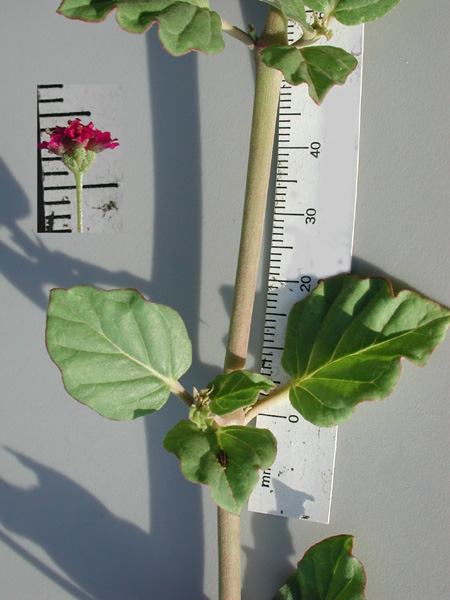
Boerhavia diffusa

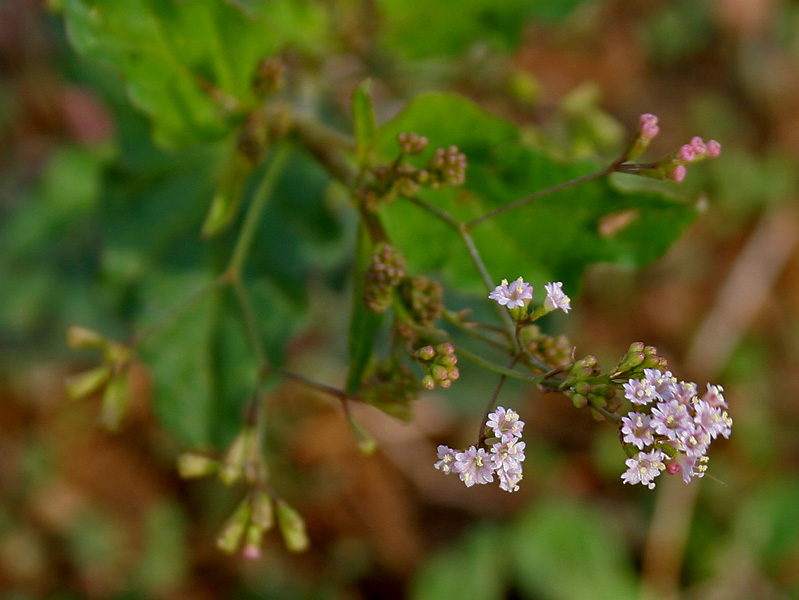
Boerhavia erecta

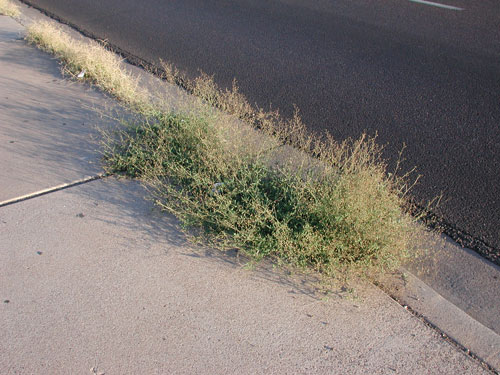
Habitus von Boerhavia intermedia

## Systematik
Die Gattung Boerhavia wurde 1753 durch Carl von Linné in Species Plantarum, 1. Auflage, Seite 3 und 1754 Genera Plantarum 5. Auflage, Stockholm, Seite 9 aufgestellt. Die Gattung Boerhavia ist nach dem niederländischen Mediziner und Botaniker Herman Boerhaave (1668–1738) benannt, der sich allerdings mit doppel-a schreibt. Viele Autoren, vor allem im 18. und 19. Jahrhundert, haben die Schreibung Linnés nach Boerhaavia korrigiert, Boerhaavia Mill., orth. var. Diese Schreibweise hat sich aber nicht durchgesetzt.
Die Gattung Boerhavia gehört zur Tribus Nyctagineae in der Familie Nyctaginaceae.
Die Gattung Boerhavia ist morphologisch sehr variabel, entsprechend schwierig gestaltet sich auch die Abgrenzung gegenüber verwandten Gattungen. Francis Raymond Fosberg zum Beispiel stellt die Gattungen Anulocaulis, Commicarpus und Cyphomeris zu den Boerhavia, dieser Ansicht wird aber im Allgemeinen nicht mehr gefolgt.
Auch innerhalb des Artniveaus variieren die einzelnen Pflanzen stark. Vor allem die Arten in der Sonora-Wüste und der pantropische Boerhavia diffusa – Boerhavia coccinea-Komplex sind oft so verschieden, dass sie sich kaum einordnen lassen.
Die Gattung Boerhavia enthält 20 bis 40 Arten. Hier eine Auswahl:
- Boerhavia acutifolia (Choisy) J.W.Moore (Syn.: Boerhavia diffusa var. acutifolia Choisy): Sie ist von Indonesien über pazifische Inseln bis Französisch-Polynesien sowie Hawaii verbreitet.[6]
- Boerhavia anisophylla Torr.: Sie gedeiht in Höhenlagen von 1000 bis 1300, selten bis zu 2300 Metern in Texas und in den mexikanischen Bundesstaaten Chihuahua, Coahuila, Durango, Nuevo León sowie Zacatecas.[4][5]
- Boerhavia ciliata Brandegee (Syn.: Boerhavia mathisiana F.B.Jones): Sie gedeiht in Höhenlagen von 0 bis 100, selten bis zu 2000 Metern in Texas und in den mexikanischen Bundesstaaten San Luis Potosí sowie Tamaulipas.[4][5]
- Boerhavia coccinea Mill. (Syn.: Boerhavia caribaea Jacq., Boerhavia procumbens Banks ex Roxb., Boerhavia viscosa Lag. & Rodr.,  Boerhavia viscosa Jacq. non Lag. & Rodr., Boerhavia hirsuta Jacq., Boerhavia diffusa Sw. non L., Boerhavia decumbens Vahl, Boerhavia bracteata Cooke, Boerhavia laxa Pers., Boerhavia marlothii Heimerl, Boerhavia coccinea var. viscosa (Lag. & Rodr.) Moscosa, Boerhavia repens var. viscosa Choisy, Boerhavia diffusa var. viscosa (Lag. & Rodr.) Heimerl, Boerhavia diffusa var. hirsuta Heimerl, Boerhavia diffusa var. paniculata Kuntze): Sie ist in Afrika, Asien, Australien, auf Karibischen Inseln und von Nord- über Mexiko sowie Zentral- bis Südamerika weitverbreitet.[2][4][7][8] Es wurde auch zwei Funde in Hainan bestätigt.[9]
- Boerhavia cordobensis Kuntze: Sie ist im südlichen Teil Südamerikas verbreitet,[5] vielleicht kommt sie ursprünglich nur im zentralen-westlichen Argentinien vor. Sie ist im südlichen Afrika ein Neophyt.[8]
- Boerhavia coulteri (Hook. f.) S.Wats.: Die zwei Varietäten kommen in den südlichen Vereinigten Staaten und im nördlichen Mexiko vor.[2][4]
- Boerhavia deserticola Codd: Dieser Endemit kommt nur in den Regionen Erongo, Khomas, Kunene, Otjozondjupa sowie Oshikoto in Namibia vor.[8]
- Boerhavia diandra L.: Sie kommt im östlichen Indien und in Pakistan vor.[7]
- Boerhavia diffusa L. (Syn.: Commicarpus africanus (Lour.) Dandy, Boerhavia adscendens Willd., Boerhavia africana Lour., Boerhavia paniculata Rich., Boerhavia repens var. diffusa (L.) Hook. f.): Sie ist in Afrika, Asien (Myanmar, Nepal, Indien, Laos, Kambodscha, Thailand, Vietnam, China, im südlichen Taiwan, auf den Ryukyu-Inseln, in Indonesien, Malaysia, auf den Philippinen), auf den Fidschi-Inseln Australien, sowie in Neukaledonien und von den südlichen USA über Mexiko bis Zentralamerika sowie auf karibischen Inseln bis Südamerika weitverbreitet.[2][4][9] Sie ist im südlichen Afrika ein Neophyt.[8] Sie wird als Heilpflanze verwendet.[9]
- Boerhavia elegans Choisy (Syn.: Boerhavia rubicunda Steud. ex Heimerl): Sie kommt in Ägypten, auf der Arabischen Halbinsel, im östlichen tropischen Afrika, im Iran, in Pakistan und Indien vor.[2][7]
- Boerhavia erecta L. (Syn.: Boerhavia atomaria Raf., Boerhavia discolor H.B.K., Boerhavia elongata Salisb., Boerhavia thornberi M.E.Jones, Boerhavia virgata H.B.K., Boerhavia paniculata var. subacuta Choisy): Sie ist in Afrika, Asien, auf Karibischen Inseln und von Nord- über Mexiko sowie Zentral- bis Südamerika weitverbreitet.[2][4] Sie ist im südlichen Afrika ein Neophyt.[8]
- Boerhavia gracillima Heimerl (Syn.: Boerhavia organensis Standl.): Sie gedeiht in Höhenlagen von selten 100 bis, meist 600 bis 200 Metern von den südlichen US-Bundesstaaten in Arizona, New Mexico sowie Texas und in Mexiko.[4]
- Boerhavia herbstii Fosberg: Sie kommt nur auf den hawaiianischen Inseln Hawaiʻi, Lisianski, Oʻahu, Lanaʻi, Maui, Kahoʻolawe sowie dem Pearl-und-Hermes-Atoll vor.[6]
- Boerhavia hereroensis Heimerl: Sie kommt in Namibia sowie in Südafrika und dort besonders in der Provinz Nordkap vor.[8]
- Boerhavia hualienense S.H.Chen & M.J.Wu: Sie wurde 2007 erstbeschrieben. Sie gedeiht in Grasland und auf Sandstränden auf Meereshöhe nur in Hualien in Taiwan.[9][10]
- Boerhavia intermedia M.E.Jones: Sie gedeiht in Höhenlagen von selten 0 bis, meist 100 bis 1700 Metern von den US-Bundesstaaten Arizona, Kalifornien, Nevada, New Mexico sowie Texas bis zu den nördlichen mexikanischen Bundesstaaten Baja California, Baja California Sur, Chihuahua, Coahuila, Durango sowie Sonora.[4]
- Boerhavia linearifolia Gray (Syn.: Boerhavia lindheimeri Standl., Boerhavia tenuifolia A.Gray ex J.M.Coulter): Sie gedeiht in Höhenlagen von 400 bis 1700 Metern von den südlichen US-Bundesstaaten Texas sowie New Mexico  bis zu den nördlichen mexikanischen Bundesstaaten Chihuahua sowie Coahuila.[4]
- Boerhavia megaptera Standl.: Sie gedeiht auf steinigen Untergrund unter Wüstensträuchern und -bäumen in Höhenlagen von 700 bis 1300 Metern nur in Arizona.[4]
- Boerhavia orbicularifolia Struwig.: Sie wurde 2013 erstbeschrieben. Dieser Endemit kommt nur in der Regionen Oshana sowie Hardap in Namibia vor.[8]
- Boerhavia pterocarpa S.Wats.: Sie gedeiht in Höhenlagen von 700 bis 1200 Metern vom US-Bundesstaat Arizona bis zum mexikanischen Bundesstaat Sonora.[4]
- Boerhavia pulchella Griseb: Sie ist im südlichen Teil Südamerikas verbreitet.[5]
- Boerhavia purpurascens Gray: Sie gedeiht in Höhenlagen von selten 200 bis, meist 1300 bis 1800 Metern von den südlichen US-Bundesstaaten Arizona sowie New Mexico bis zu den nördlichen mexikanischen Bundesstaaten Chihuahua sowie Sonora.[4]
- Boerhavia repens L. (Syn.: Boerhavia diffusa var. gymnocarpa Heimerl, Boerhavia diffusa var. pseudotetrandra Heimerl, Boerhavia diffusa var. pubescens (R.Br.) Choisy, Boerhavia diffusa var. sandwicensis Heimerl, Boerhavia vulvarifolia Poir., Boerhavia repens var. glabra Choisy): Sie kommt im nördlichen, tropischen bis südlichen Afrika, Asien und auf Inseln im Pazifik vor.[2][9][7][6][8]
- Boerhavia spicata Choisy: Sie gedeiht in Höhenlagen von selten 100 bis, meist 700 bis 1800 Metern von den südlichen US-Bundesstaaten Arizona, New Mexico sowie Texas bis ins nördliche Mexiko.[2][4]
- Boerhavia torreyana (S.Watson) Standl.: Sie gedeiht in Höhenlagen von 600 bis 1300 Metern von den US-Bundesstaaten Arizona, New Mexico, Texas sowie Utah bis zu den nördlichen mexikanischen Bundesstaaten Chihuahua sowie Coahuila. Sie ist in Argentinien ein Neophyt.[4]
- Boerhavia triquetra S.Wats.: Sie gedeiht in Höhenlagen von selten 0 bis, meist 100 bis 300 Metern von den US-Bundesstaaten Arizona sowie Kalifornien bis zu den nördlichen mexikanischen Bundesstaaten Baja California, Baja California Sur sowie Sonora.[4]
- Boerhavia verbenacea Killip: Sie kommt in Peru vor.[5]
- Boerhavia weberbaueri Heimerl: Sie kommt in Peru vor.[5]
- Boerhavia wrightii Gray: Sie gedeiht auf sandigen Böden unter Wüstensträuchern in Höhenlagen von 400 bis 1200 Metern von den US-Bundesstaaten Arizona, Kalifornien, Nevada, New Mexico, Texas sowie Utah bis zu den nördlichen mexikanischen Bundesstaaten Chihuahua sowie Sonora.[4]

Nicht mehr zur Gattung Boerhavia gehört:
- Boerhavia scandens L. → Commicarpus scandens (L.) Standl.